# アマゾン・エア
アマゾン・エアは、Amazon.comの貨物を輸送するヴァーチャル・エアラインの貨物航空会社である。自社の保有機材はなく、全機が他社からのリース機材となっている。元々、社名はアマゾン・プライム・エアだったが、ドローン配信サービスのAmazon Prime Airと差別化を図るため、2017年に現在の社名へ変更された。

## 歴史
2013年8月、Amazon.comは専用輸送機としてボーイング767-300をこの先2年以内に購入又はリースで40機まで配備する予定を発表した。以前から11機を自社専用として運行していたが、世界の顧客への配達の更なるスピードアップのための拡張計画の一環としてユナイテッド・パーセル・サービス、DHL、FedExの輸送機に依存しない方針を固めた。同時に世界に集荷センターを145か所まで増設し、また配送トラックも4000台増強予定。
2015年、Amazonはプロジェクト・エアロスミスの一環としてウィルミントン・エア・パークで貨物機の試験飛行を開始した。同年12月、Amazonは新たに子会社として貨物航空会社を設立すると発表した。
2016年3月、Amazonはエア・トランスポート・インターナショナル（ATI）の株式を最大19%保有する権利を取得し、20機のボーイング767による貨物便運航を開始した。
2017年1月31日、Amazonはシンシナティ・ノーザンケンタッキー国際空港をアマゾン・プライム・エアのハブ空港にすると発表し、同年4月30日に運航を開始した。Amazonは4,000万ドルの税優遇措置を受け、広さ280,000平方メートル、最大2,000人の雇用を創出する100機の貨物便を駐機可能な航空貨物専用施設を50年契約で空港施設運営者と借り上げ契約し2021年完成で着工したことを発表した。この計画の費用は15億ドルと推定されている。
2017年12月、ドローン配送サービスであるAmazon Prime Airとの混同を防ぐため、社名をアマゾン・プライム・エアからアマゾン・エアに変更することを発表した。
2018年12月、アマゾン・エアは新たに10機のボーイング767をリースした。
Amazonはフォートワース・アライアンス空港を新たな地方ハブ空港とすると発表した。
2019年から2020年にかけてAmazonはエア・トランスポート・サービス・グループから新たに10機のボーイング767-300Fをリースする契約を結んだ。これによりアマゾン・エアの運航する機材数が50機となった。シンシナティ・ノーザンケンタッキー国際空港の工事は2020年に第一段階が完了し、2025年-2027年に第2段階の工事が行われる予定となっている。アマゾン・エアは最終的にシンシナティを中心とし、15,000人の従業員によって200便以上の貨物便運航を行う計画を進めている。
2020年7月、アマゾン・エアは最大600万ガロンの持続可能な航空燃料を確保した。

## 就航都市

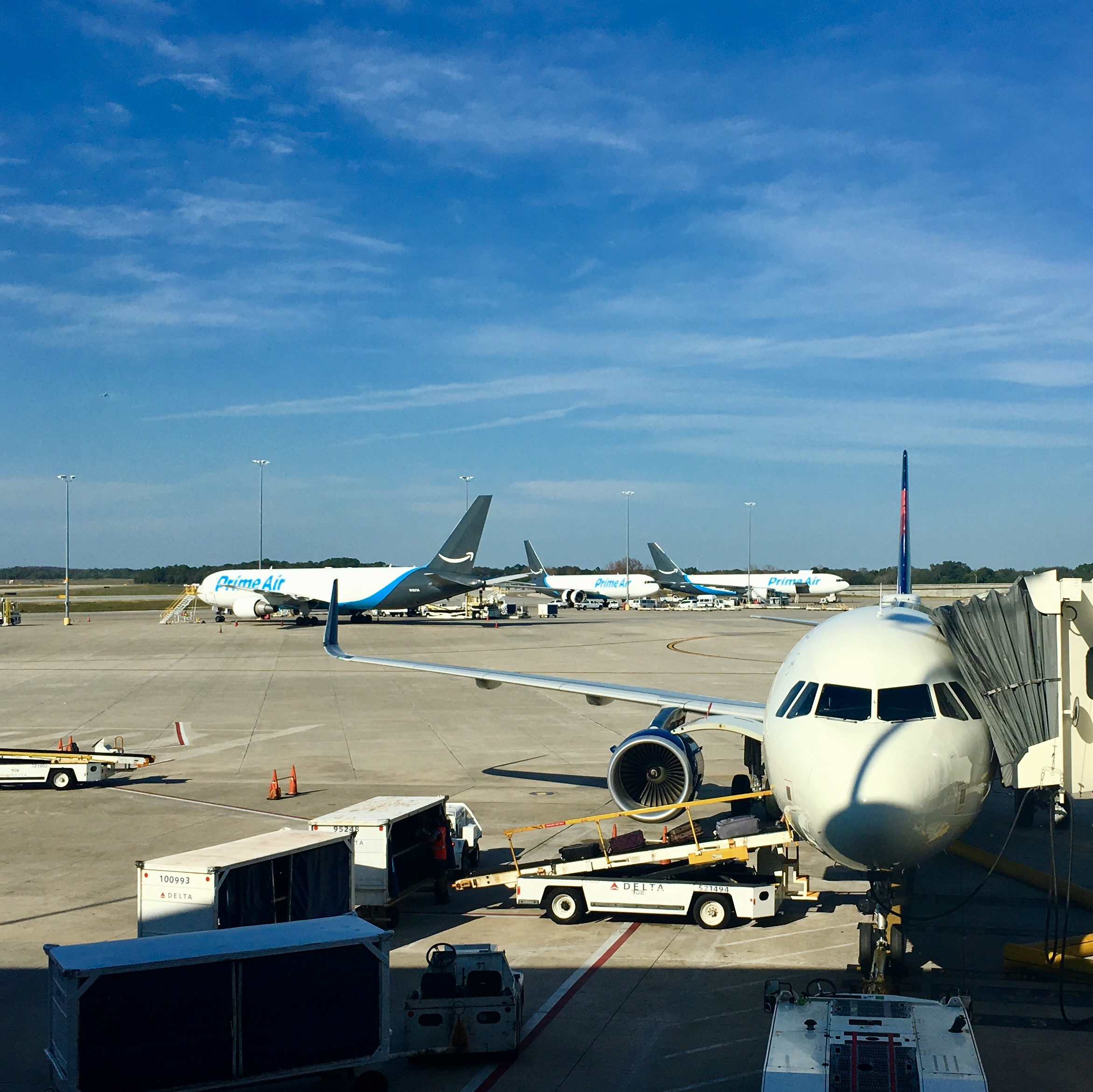
タンパ国際空港に駐機される3機のボーイング767

アマゾン・エアは以下の都市へ定期便を運航している。
| ハブ空港/焦点都市 |
| 就航予定          |
| 運航終了          |

## 機材
ゼネラル・エレクトリック傘下の航空機リース会社、GEキャピタル・アビエーション・サービス(GECAS)が、2019年パリ国際航空ショーでアマゾン・エアとボーイング737-800BCF15機のリース契約を締結したと発表した。
2020年現在、アマゾン・エア便として767-300BDSF/BCFが38機、737-800BCFが15機が運航されている。同年6月3日に767-300BDSF/BCFを12機追加でリース導入することを発表した。これらの運航はリース契約を結んでいるアトラス航空、エア・トランスポート・インターナショナル、サザン・エア、サンカントリー航空によって行われている。
2023年後半からはエアバスA330-300P2Fを10機導入する予定。

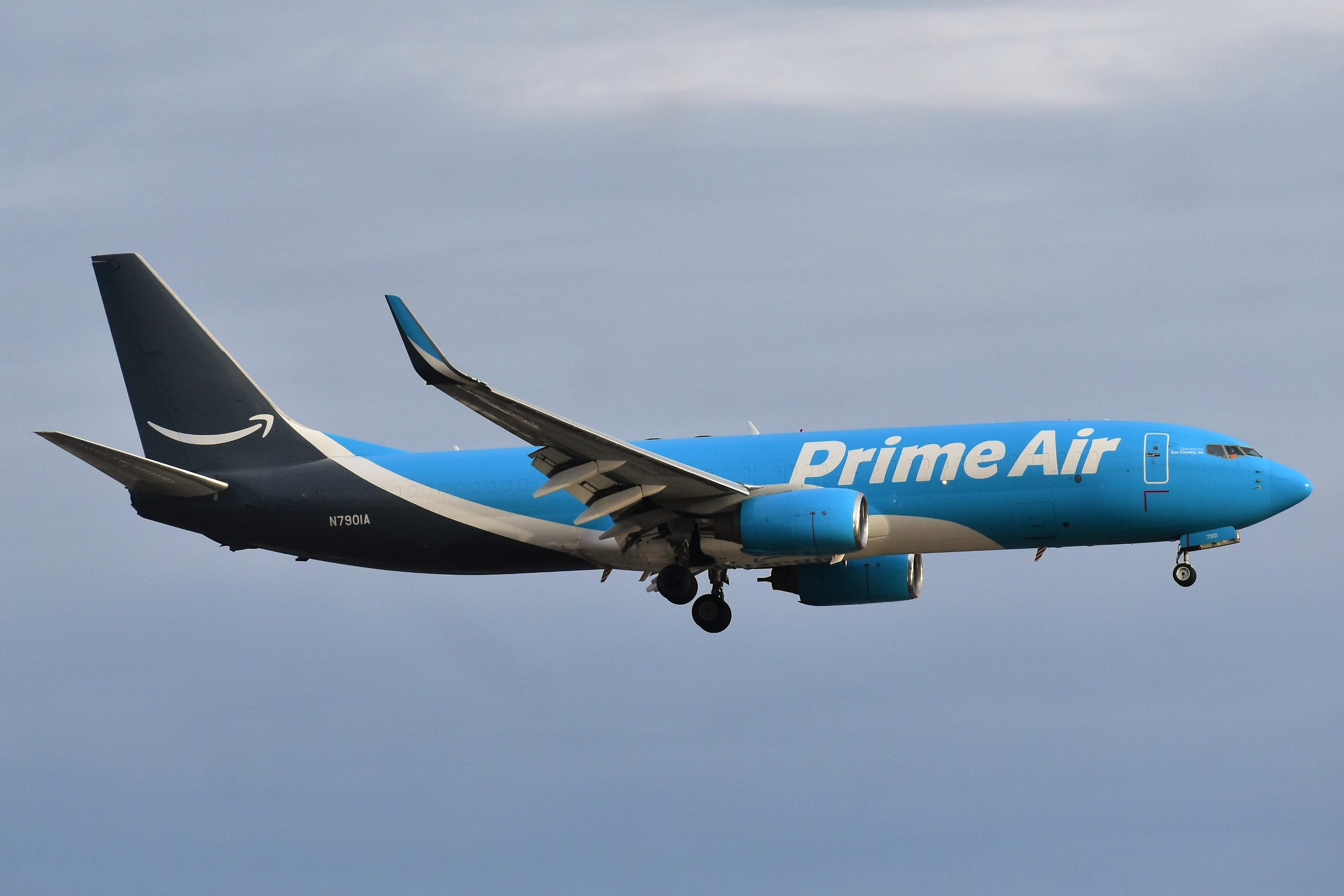
ボーイング737-800BCF

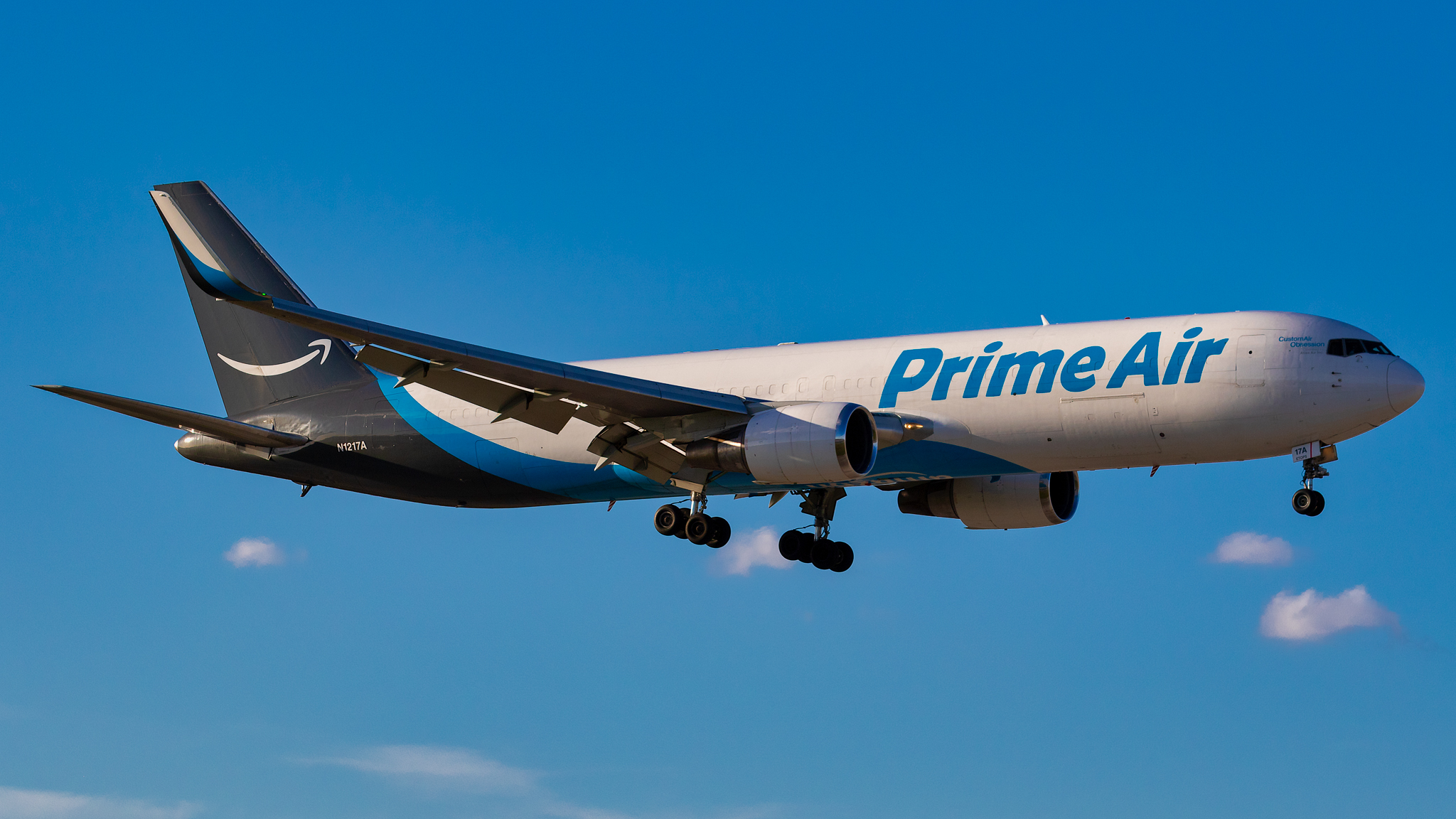
ボーイング 767-300BCF

| 機種                      | 運用中 | 発注中 | 運航会社                                 | 備考                           |
| ------------------------- | ------ | ------ | ---------------------------------------- | ------------------------------ |
| ボーイング737-800BCF      | 5      | 3      | サザン・エア                             |                                |
| ボーイング737-800BCF      | 3      | 7      | サンカントリー航空                       |                                |
| ボーイング737-800BCF      | 0      | 2      | 未定                                     | どの会社が運航するかなどは未定 |
| ボーイング767-300BDSF/BCF | 35     | 8      | エア・トランスポート・インターナショナル | 2022年中に2機納入予定          |
| ボーイング767-300BDSF/BCF | 18     | 0      | アトラス航空                             |                                |
| ボーイング767-300BDSF/BCF | 2      | 0      | CargojetAirways                          |                                |
| 合計                      | 55     | 19     |                                          |                                |

## 航空事故
- 2019年2月23日、アマゾン・エア便として運航されていたアトラス航空3591便（ボーイング767-300BCF）がジョージ・ブッシュ・インターコンチネンタル空港への着陸進入中に空港の48km手前のトリニティ湾（英語版）に墜落した。乗員3人全員が死亡[35][36][37][38]。

- 上記事故などについて、一部報道で乗員組合の調査などにより、低賃金過重労働によるブラック労働環境にあると報じられている[39][40]。